# Trawnik

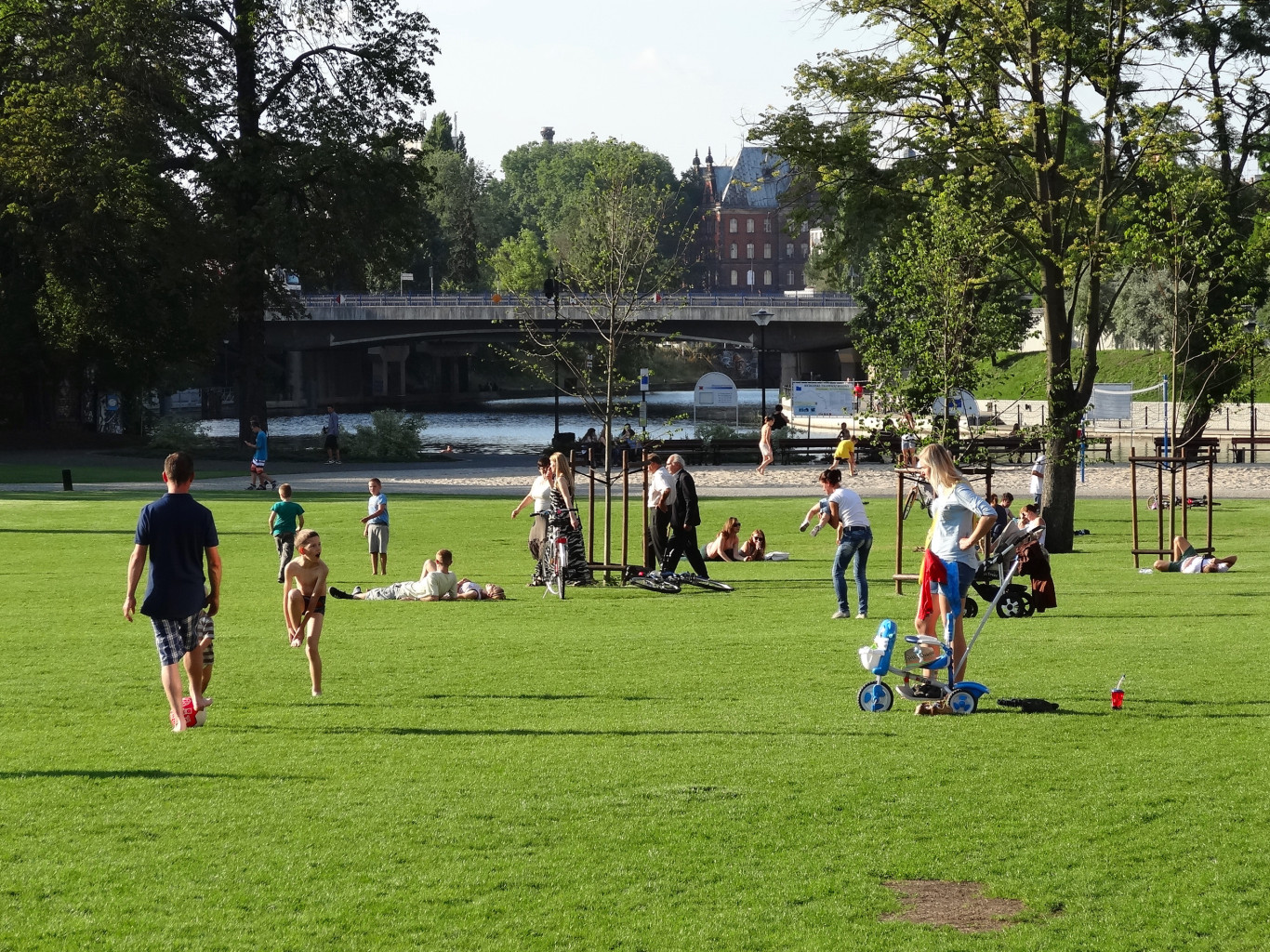
Trawnik rekreacyjny w centrum Bydgoszczy (Wyspa Młyńska).

Trawnik – zespół powiązanych ze sobą systemem korzeniowym traw pospolitych, wykorzystywany w celach ozdobnych w parkach, ogrodach, przydomowych ogródkach itp., strzyżony systematycznie na niewielkiej wysokości w celu wytworzenia maksymalnej jednorodności i uniknięcia wytworzenia się kwiatostanów.
To co odróżnia trawniki oraz stepy od innych porośniętych obszarów jest sposób rośnięcia traw: od spodu. Rośliny rosnące na „czubkach” są bardziej wrażliwe na uszkodzenia, gdyż obcięcie górnej części rośliny całkowicie zatrzymuje wzrost tego odcinka. Z tego powodu rodzajowo zróżnicowane obszary roślinne, poddane koszeniu lub wypasaniu przez zwierzęta, samoistnie przekształcają się w obszary zdominowane przez trawy. Masowo żyjące w norach gryzonie kompletnie eliminują możliwość wyrośnięcia drzew i lasów, natomiast nie są w stanie zjeść wszystkich podziemnych części: korzeni i nasion. W ten sposób trawy uzyskują silną preferencję dominacyjną.

## Pielęgnacja
Trawniki, odkąd za sprawą ustawy o ochronie przyrody sadzenie drzew stało się dość kłopotliwe, jako niepodlegające ochronie stały się podstawowym elementem terenów zielonych miasta. Wykonanie trawnika jest tanie, łatwe i szybkie. Utrzymanie idealnego trawnika w warunkach miejskich jest jednak kosztowne i wymaga permanentnej opieki.
Jest to kosztowne a co ważniejsze, ze względu na ochronę przyrody wcale niepotrzebne, bowiem trwała, naturalna zieleń, kwitnąca i owocująca, stanowi podstawę egzystencji licznych przedstawicieli świata zwierzęcego. Jest dla nich źródłem pokarmu, miejscem życia i wychowywania młodych.
Dawniej, kiedy posługiwano się tradycyjnym narzędziem pielęgnacji, czyli kosą, zanim skoszono całą okoliczną zieleń, w miejscach skoszonych najwcześniej zdążyły się już pojawić świeże odrosty, a nawet nowe kwiaty. Nie wszystko też dawało się skosić – w trudno dostępnych miejscach zostawały enklawy nienaruszonej roślinności. Kosiarki żyłkowe docierają wszędzie. Z dnia na dzień cała okolica zostaje ogołocona z naturalnego pokarmu. Stosowane obecnie kosiarki trawę tną na sieczkę, przy okazji niszcząc wiele larw, owadów, ślimaków, a nawet drobnych kręgowców. Często koszona trawa nie ma okazji wydać nasion, które są podstawą wyżywienia ziarnojadów, np. wróbli.

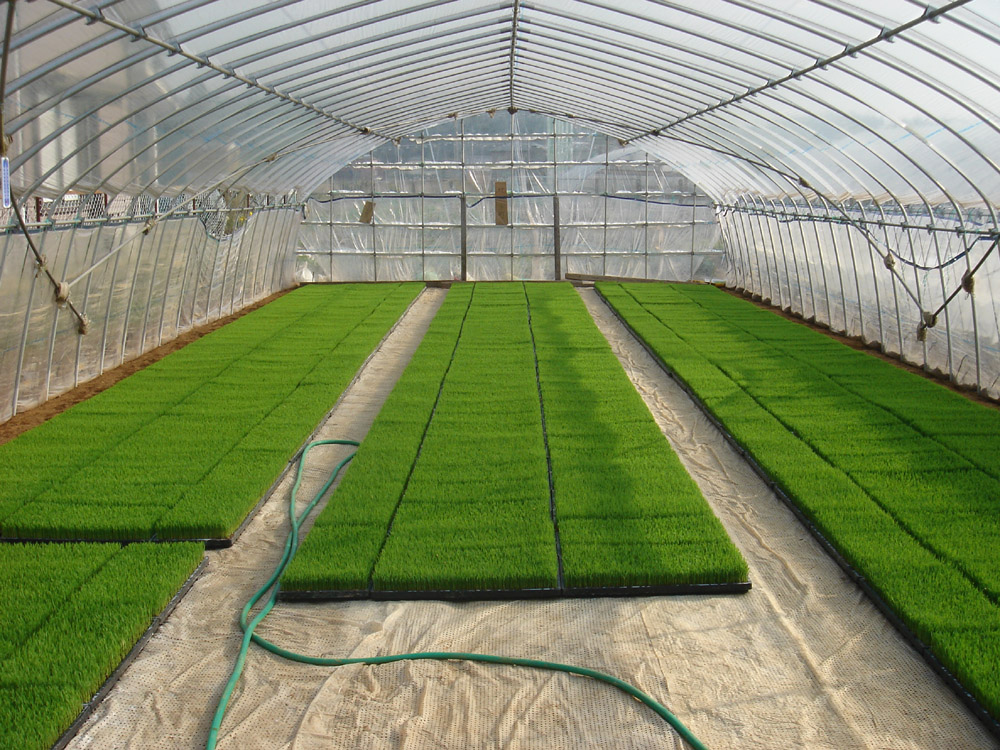
Produkcja trawnika.

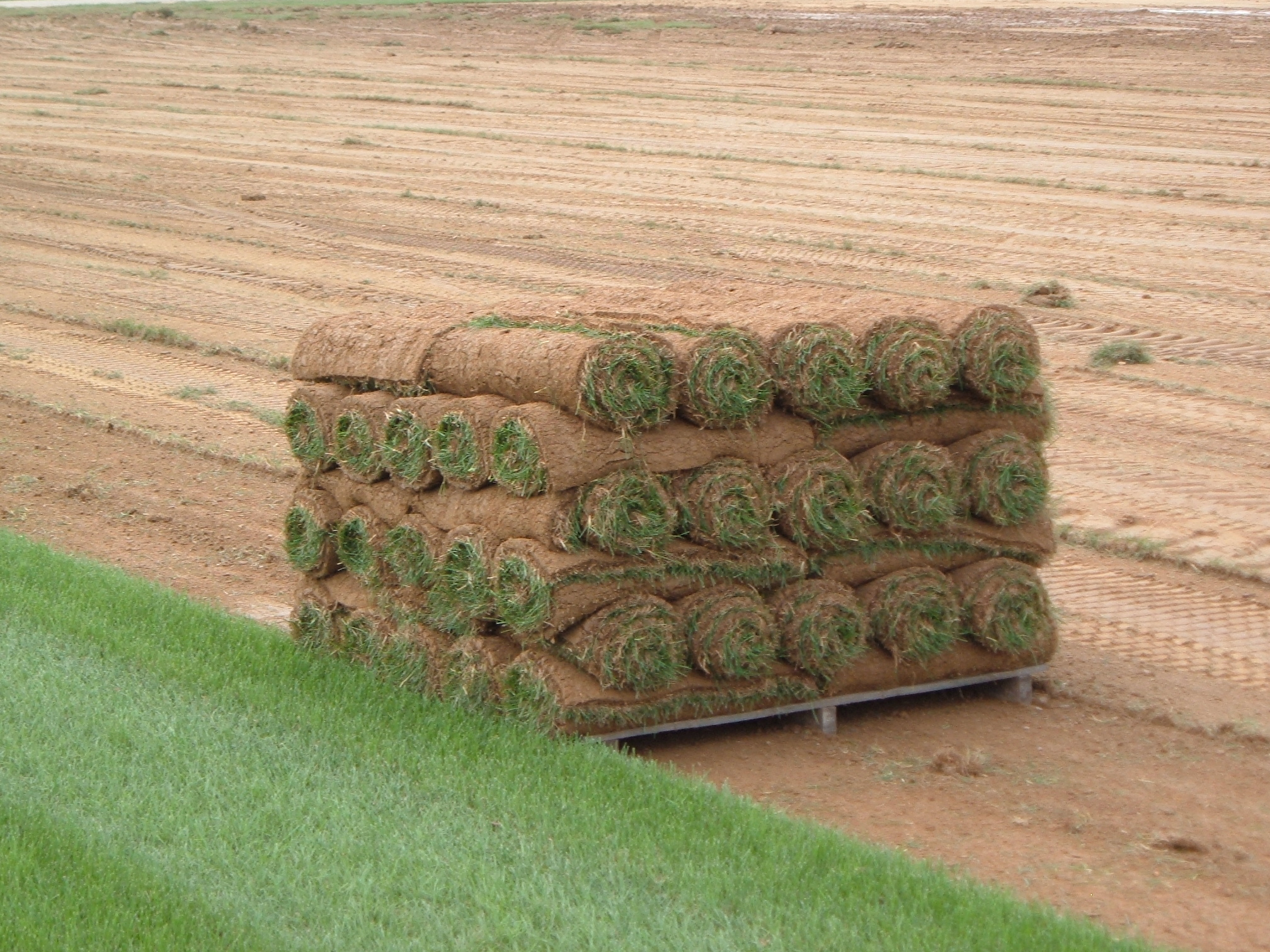
Trawnik (zebrany z plantacji i przygotowany do transportu).

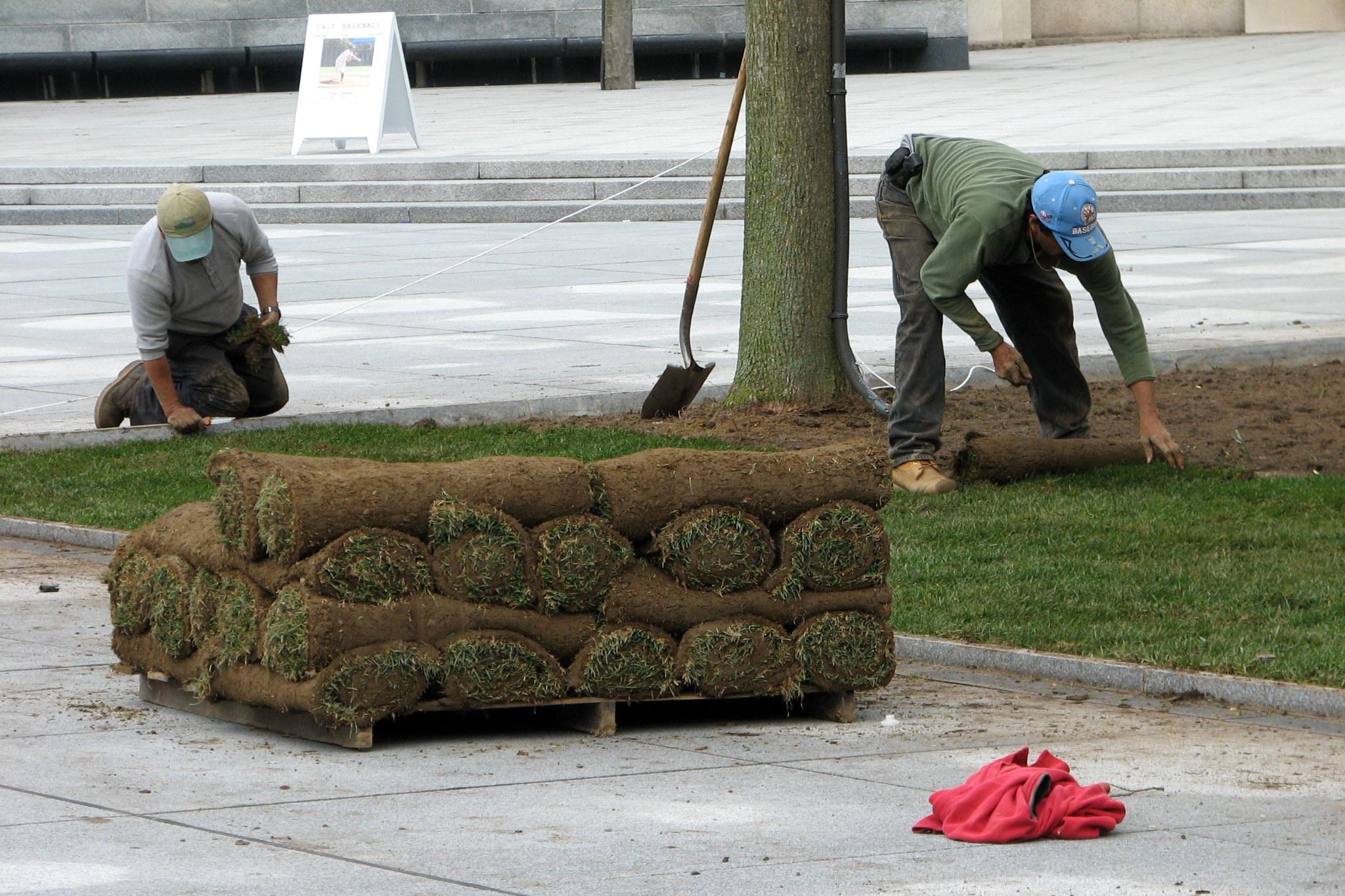
Układanie trawnika.

Za cechy eleganckiego trawnika uważa się jednolitość, gładkość i żywo zieloną barwę. Zakładając, że mamy równe, żyzne i wilgotne podłoże oraz posialiśmy odpowiednią mieszankę traw, wystarczy rosnącą roślinność regularnie strzyc, przy czym nie powinno się odcinać więcej niż 2 cm źdźbła, natomiast część pozostająca nie powinna być wyższa niż 2–4 cm. Wystrzyżoną trawę należy dokładnie zebrać po to, aby rosnąca nowa zachowała żywą zieloność. Oprócz strzyżenia trawnik należy podlewać, zasilać nawozami, a czasami także napowietrzać.
Typowy trawnik miejski musi funkcjonować w znacznie trudniejszych warunkach. Zieleń zajmuje tu stosunkowo duży obszar i położona jest na urozmaiconej powierzchni, pod którą przebiega niewidoczny, lecz mający wpływ na roślinność labirynt urządzeń przesyłowych i odwadniających. Mieszkańcy wydeptują ścieżki, a samochodami robią koleiny. Najbardziej dokuczliwy dla roślinności jest brak wystarczającej ilości wody. Wprawdzie ilość opadów nie zmienia się, jednak melioracja i pokrycie znacznej powierzchni asfaltem powoduje, że już po kilku godzinach większość wody spływa do najbliższej rzeki i staje się niedostępna dla roślin. W tej sytuacji tylko obfite i regularne podlewanie dałoby oczekiwane efekty. Koszt utrzymania idealnego trawnika byłby znaczny, a przy tym taki trawnik jest sprzeczny z naturą i wręcz szkodliwy, chociażby dlatego, że nie zatrzymuje pyłów z powietrza i produkuje mniej tlenu, niżby mógł.

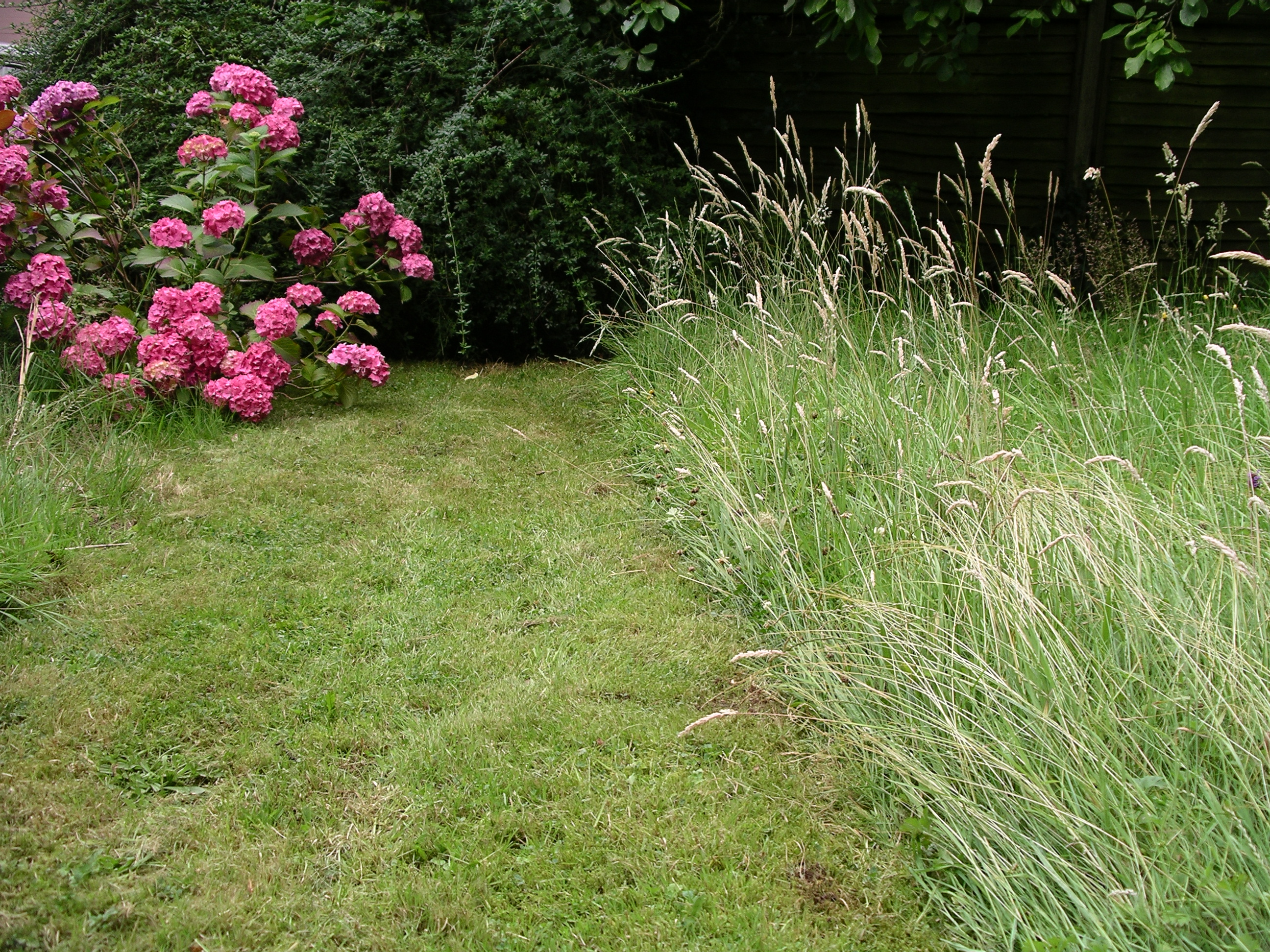
Trawnik po skoszeniu i niekoszony od kilku miesięcy.

W praktyce trawniki miejskie kosi się często i nieprawidłowo, w sposób niszczący zieleń i szkodzący mieszkańcom. Przy znacznych kosztach jedyny dostrzegalny pożytek z częstego koszenia jest taki, że rozdrabnia się psie odchody, a przy okazji zbierania skoszonej trawy usuwane są śmieci. Efekt ten jednak jest krótkotrwały.
Koszenie jest bardzo ważnym zabiegiem pielęgnacyjnym, a jego częstość i jakość mają ogromny wpływ na wygląd i funkcje trawnika. Rośliny ze źle utrzymanego trawnika gorzej rosną, mają drobne liście i nieliczne kwiaty, słabiej się krzewią ze względu na słabszy system korzeniowy. Ruń ulega rozluźnieniu i powstają w niej puste miejsca. Wiatr wywiewa powierzchniową warstwę gleby zwiększając zapylenie powietrza. Koszenie stwarza możliwość zainfekowania roślin w miejscach cięcia. Zabieg odsłania dolne, przyziemne partie roślinności zmniejszając ich ocienienie. Zwiększa to powierzchniowe parowanie wody i dodatkowo powiększa jej normalny w warunkach miejskich deficyt. Roślinność żółknie i zasycha. Celowo tnie się ją nisko, aby oddalić termin następnego koszenia. Jeśli trawnik przytnie się tak skutecznie, że uschnie, w kolejnych miesiącach nie trzeba go kosić. Niskie koszenie, bez dodatkowych zabiegów, jest zawsze szkodliwe. Nadmiar wytworzonych substancji organicznych rośliny magazynują w korzeniach, kłączach i cebulach. Substancje te pozwalają roślinom w dobrym stanie przetrwać zimę i na wiosnę rozpocząć wegetację. Przycinanie odbywające się jesienią zbyt późno nie pozwala w dostatecznym stopniu zregenerować zapasów, a wtedy rośliny łatwo wymarzają, późną wiosną zaczynają wegetację i źle rosną. Po zbyt wczesnym wiosennym ścięciu, zimowe zapasy zużywane są całkowicie, a regeneracja odbywa się słabo, ponieważ organy asymilacyjne usunięto. Latem, przy suszy, silniej rozwijają się korzenie, a słabiej część nadziemna. W okresie regeneracji potrzeba więcej wody, której brakuje, gdyż zbyt niskie koszenie odsłoniło glebę i doprowadziło do jej przesuszenia. Przy zbyt wczesnym i zbyt późnym koszeniu dużo gatunków roślin wypada, zwykle są to gatunki delikatniejsze i często bardziej pożądane. Dostatecznie długa przerwa pomiędzy kolejnymi zabiegami wzmacnia system korzeniowy i pozwala rozwinąć się roślinności wysokiej.
Trawa osiąga największą masę i zawiera najwięcej składników pokarmowych w okresie kwitnienia. Dlatego rolnicy przeprowadzają sianokosy w tym właśnie czasie. Roślinność miejska, ze względu na chemiczne zanieczyszczenie środowiska oraz „nadzienie śmieciowe”, w bardzo ograniczonym stopniu może być wykorzystana rolniczo. Można więc ją kosić znacznie później, pozwalając na dojrzewanie i wysianie nasion, dopuszczając łąkową roślinność nietrawiastą. Trawniki miejskie powinny być zbliżone swym charakterem do łąk. Przy ich zakładaniu należy wysiać trawy, aby szybko uzyskać teren zielony. Rzadkie i późne koszenie, nieniszczące samosiewów, pozwalające wydawać nasiona, doprowadzi wkrótce do wytworzenia się specyficznego dla danych warunków zespołu roślinnego zbliżonego do łąki. Takie postępowanie zapewni samoodnawianie roślinności trawnika. Zabieg koszenia nie powinien być przeprowadzany częściej niż dwa razy w sezonie. Jedynie w pobliżu skrzyżowań, ułatwiając widoczność kierowcom, należy przycinać trawę częściej. Alternatywą mogłoby być wysianie w takich miejscach niskiej roślinności rosnącej w zwartej pokrywie. Tereny zieleni miejskiej, pozbawione rolniczego znaczenia, należą do nielicznych miejsc mogących się rozwijać w sposób prawie naturalny.